# تاكاشي أونو
تاكاشي أونو (Takashi Ono) هو لاعب أولمبي لرياضة الجمباز من اليابان. شارك في الأولمبياد الصيفي في 1952–1964، وفاز بما مجموعه 13 ميدالية.

## الميداليات
| ذهب | فضة | برونز | المجموع |
| 5   | 4   | 4     | 13      |

## روابط خارجية
- تاكاشي أونو على موقع الاتحاد الدولي للجمباز (licence) (الإنجليزية)
- تاكاشي أونو على موقع الاتحاد الدولي للجمباز (biography) (الإنجليزية)
- تاكاشي أونو على موقع اللجنة الأولمبية الدولية (الإنجليزية)
- تاكاشي أونو على موقع أوليمبيديا (الإنجليزية)